# Полярные Зори (муниципальный округ)
Поля́рные Зо́ри — административно-территориальная единица (город с подведомственной территорией) в Мурманской области России и образованное на его территории муниципальное образование (муниципальное образование го́род Поля́рные Зо́ри с подве́домственной террито́рией), до 2021 года в статусе городского округа, с 1 января 2021 года в статусе муниципального округа.
Административный центр — город Полярные Зори.

## География
Округ расположен в южной части Кольского полуострова на южном и северном побережье озёр Бабинская и Экостровская Имандра. Рельеф территории — низкогорный, понижающийся к Имандре.
На севере округ граничит с муниципальным округом городом Мончегорск, на севере и востоке — с муниципальным округом городом Апатиты, на юге — с Кандалакшским районом, на западе — с городским округом Ковдорский район.
Расстояние от административного центра округа до Мурманска составляет 220 километров.

## История
Муниципальное образование «город Полярные Зори с подведомственной территорией» наделено статусом городского округа законом Мурманской области № 535-01-ЗМО от 2 декабря 2004 года. В его состав входили 4 населённых пункта — город Полярные Зори, посёлки Зашеек, Африканда и Пиренга.
С 1 января 2021 года городской округ преобразован в муниципальный округ.

## Население
| 2002    | 2009    | 2010    | 2011    | 2012    | 2013    | 2014    |
| ------- | ------- | ------- | ------- | ------- | ------- | ------- |
| 18 875  | ↘18 171 | ↘17 641 | ↘17 608 | ↘17 441 | ↘17 406 | ↘17 312 |
| 2015    | 2016    | 2017    | 2018    | 2019    | 2020    | 2021    |
| ↘17 236 | ↘17 162 | ↘16 956 | ↘16 695 | ↘16 611 | ↘16 383 | ↘15 818 |
| 2023    |         |         |         |         |         |         |
| ↘15 726 |         |         |         |         |         |         |

Гендерный состав
Численность населения, проживающего на территории муниципального образования, по данным Всероссийской переписи населения 2010 года составляет 17641 человек, из них 8379 мужчин (47,5 %) и 9262 женщины (52,5 %).
Национальный состав
По переписи населения 2010 года из населения муниципального образования 90,8 % составляют русские, 3,3 % — украинцы, 1,9 % — белорусы, а также 3,9 % других национальностей.
По итогам переписи населения 2020 года проживали следующие национальности (национальности менее 0,1 % и другое, см. в сноске к строке «Другие»):
| Национальность | Численность, чел. | Доля     |
| -------------- | ----------------- | -------- |
| Русские        | 11 935            | 75,45 %  |
| Украинцы       | 249               | 1,57 %   |
| Белорусы       | 136               | 0,86 %   |
| Татары         | 73                | 0,46 %   |
| Азербайджанцы  | 38                | 0,24 %   |
| Армяне         | 37                | 0,23 %   |
| Узбеки         | 30                | 0,19 %   |
| Карелы         | 25                | 0,16 %   |
| Мордва         | 23                | 0,15 %   |
| Марийцы        | 21                | 0,13 %   |
| Чуваши         | 19                | 0,12 %   |
| Другие         | 3232              | 20,44 %  |
| Итого          | 15 818            | 100,00 % |

## Состав муниципального округа
| № | Населённый пункт | Тип населённого пункта        | Население |
| - | ---------------- | ----------------------------- | --------- |
| 1 | Африканда        | населённый пункт              | ↘1644     |
| 2 | Зашеек           | населённый пункт              | ↘901      |
| 3 | Полярные Зори    | город, административный центр | ↘14 078   |

Посёлок Пиренга в 2007 году был упразднён и исключён из состава городского округа.

## Экономика
Основой экономики муниципального образования является электроэнергетика, а градообразующим предприятием — «Кольская атомная станция», дающая более половины электроэнергии, производимой в области. Другими крупными предприятиями округа являются: ООО «Бетонный завод», ООО «Кольская электромонтажная компания „ГЭМ“», ООО "Агрофирма «Полярные
Зори» — сельскохозяйственное предприятие, основным направлением которого является молочное животноводство, а также предприятия жилищно-коммунального комплекса — ОАО «Тепловодоснабжение», ОАО «Электросети», Полярнозоринское отделение ОАО «Колэнергосбыт», ООО «Градцентрсервис», ООО «Жилремстрой», ООО «Сантехмонтаж», ООО «Интерполюсмонтаж», ООО «Норд-Сервис», ООО «Лифтсервис», ООО «Спецавтохозяйство».
Средняя заработная плата в округе среди работников крупных и средних предприятий в 2008 году составила 43707 рублей. На начало 2009 года зарегистрировано 287 безработных.

## Образование
На территории округа по состоянию на 2010 год действует 6 дошкольных образовательных учреждений (5 в Полярных Зорях, 1 в Африканде) и 6 образовательных учреждений, в том числе — гимназия № 1, вечерняя (сменная) школа № 1, 3 средние общеобразовательные школы (2 в Полярных Зорях, 1 в Африканде) и Дом детского творчества в Полярных Зорях.
Кроме того, в Африканде и Полярных Зорях находятся детские школы искусств, а в административном центре — и детско-юношеская спортивная школа.

## Здравоохранение
Здравоохранение округа представлено городской больницей посёлка Африканда и медсанчастью № 118 в Полярных Зорях. Для работников Кольской АЭС на берегу
Пинозера функционирует санаторий-профилакторий.

## Галерея

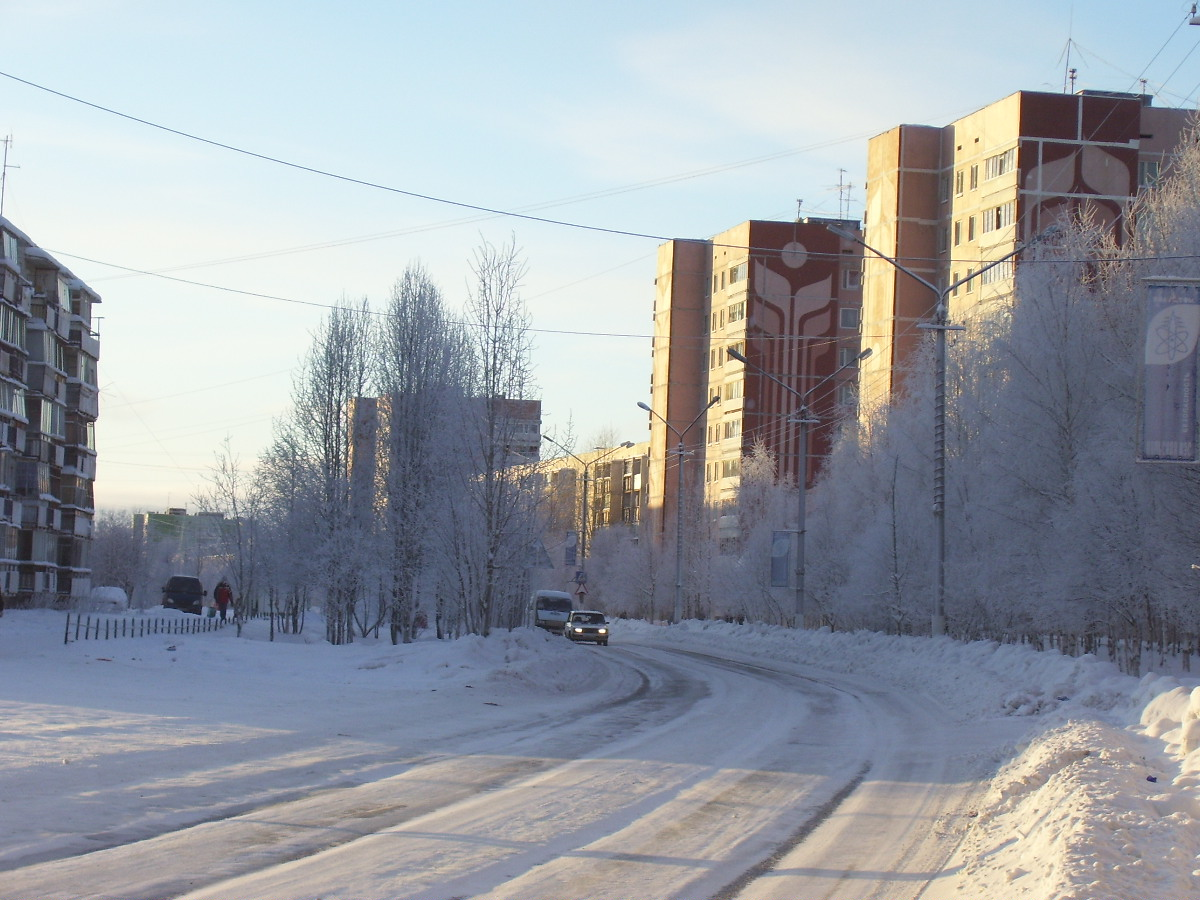
Полярные зори Улица Ломоносова
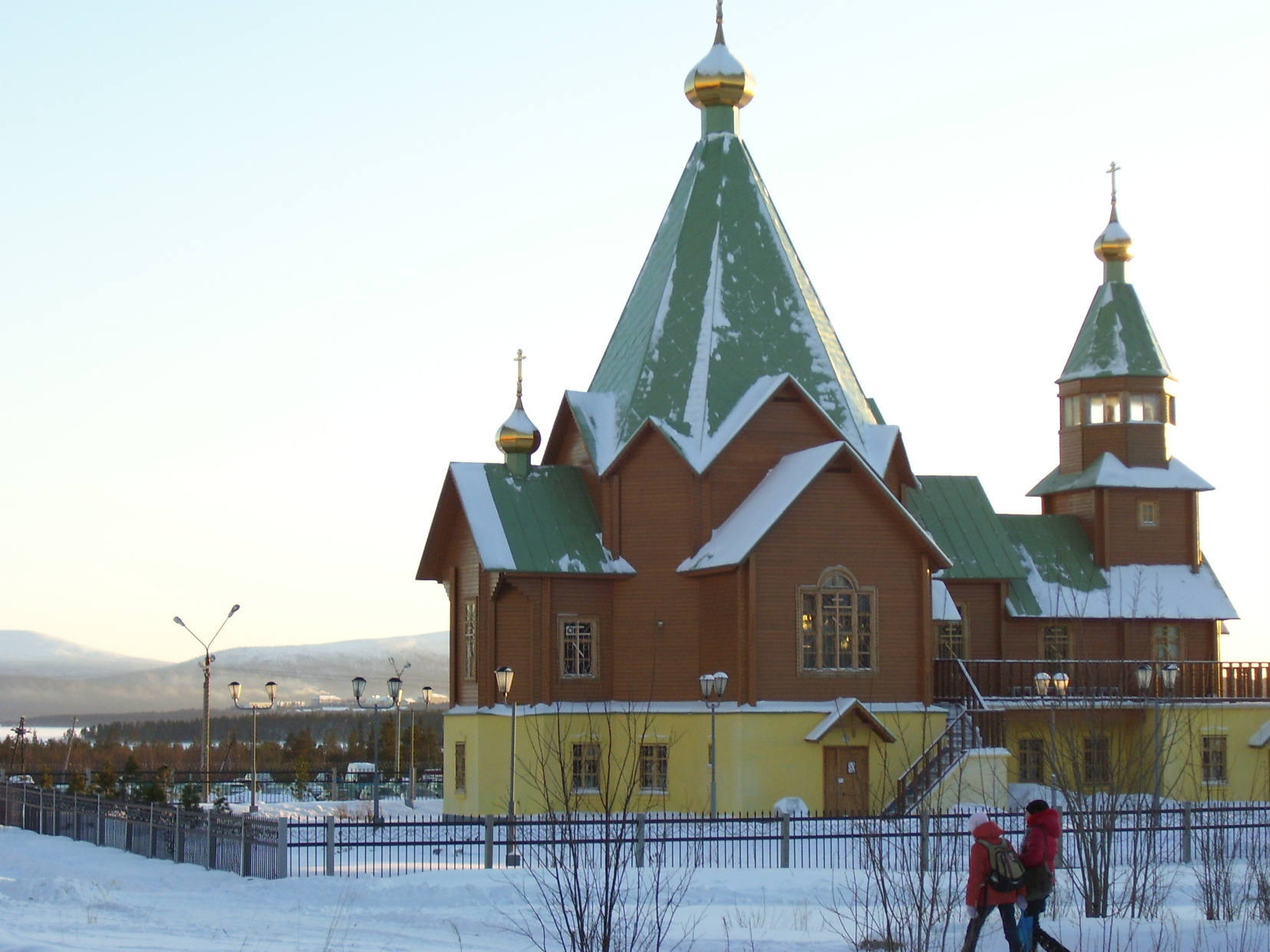
Полярные Зори Церковь

## Источник
- Карта и информация муниципального образования на сайте администрации Мурманской области